# شیائومی می نوت ۲
شیائومی می نوت ۲ (به انگلیسی: Xiaomi Mi Note 2) همراه هوشمند ساخته شده توسط شیائومی است که در نوامبر ۲۰۱۶ معرفی شد.

## مشخصات کلی[۲]
| سیستم‌عامل        | اندروید ۶ (مارشمالو) می یوآی ۸ قابل ارتقا به اندروید ۸ (اوریو) و می یوآی ۱۰                          | اندروید ۶ (مارشمالو) می یوآی ۸ قابل ارتقا به اندروید ۸ (اوریو) و می یوآی ۱۰                          | اندروید ۶ (مارشمالو) می یوآی ۸ قابل ارتقا به اندروید ۸ (اوریو) و می یوآی ۱۰                          |
| نمایشگر          | ۵.۷ اینچ ۱۰۸۰ در ۱۹۲۰ (۳۸۶ppi) پنل امولد خمیده                                                       | ۵.۷ اینچ ۱۰۸۰ در ۱۹۲۰ (۳۸۶ppi) پنل امولد خمیده                                                       | ۵.۷ اینچ ۱۰۸۰ در ۱۹۲۰ (۳۸۶ppi) پنل امولد خمیده                                                       |
| تراشه            | ۴ هسته ای کوالکام اسنپ‌دراگون ۸۲۱ ۲ در ۲.۳۵ گیگاهرتز کریو & ۲ در ۱.۶ گیگاهرتز کریو ۱۴ نانومتر         | ۴ هسته ای کوالکام اسنپ‌دراگون ۸۲۱ ۲ در ۲.۳۵ گیگاهرتز کریو & ۲ در ۱.۶ گیگاهرتز کریو ۱۴ نانومتر         | ۴ هسته ای کوالکام اسنپ‌دراگون ۸۲۱ ۲ در ۲.۳۵ گیگاهرتز کریو & ۲ در ۱.۶ گیگاهرتز کریو ۱۴ نانومتر         |
| جی‌پی‌یو           | آدرنو ۵۳۰                                                                                            | آدرنو ۵۳۰                                                                                            | آدرنو ۵۳۰                                                                                            |
| رم               | ۴گیگ                                                                                                 | ۶گیگ                                                                                                 | ۶گیگ                                                                                                 |
| حافظه ذخیره سازی | ۶۴گیگ                                                                                                | ۶۴گیگ                                                                                                | ۱۲۸گیگ                                                                                               |
| دوربین عقب       | ۲۲٫۵ مگاپیکسل همراه با f/2.0 فلش ال ای دی دو رنگ ضبط فیلم ۴کی                                        | ۲۲٫۵ مگاپیکسل همراه با f/2.0 فلش ال ای دی دو رنگ ضبط فیلم ۴کی                                        | ۲۲٫۵ مگاپیکسل همراه با f/2.0 فلش ال ای دی دو رنگ ضبط فیلم ۴کی                                        |
| دوربین سلفی      | ۸ مگاپیکسل همراه با f/2.0 ضبط فیلم ۱۰۸۰p                                                             | ۸ مگاپیکسل همراه با f/2.0 ضبط فیلم ۱۰۸۰p                                                             | ۸ مگاپیکسل همراه با f/2.0 ضبط فیلم ۱۰۸۰p                                                             |
| اتصالات          | 4G+, Wi-Fi a/b/g/n/ac, بلوتوث ۴٫۲ (A2DP), NFC, IR blaster GPS, GLONASS, BeiDou یواس‌بی سی, جک هندزفری | 4G+, Wi-Fi a/b/g/n/ac, بلوتوث ۴٫۲ (A2DP), NFC, IR blaster GPS, GLONASS, BeiDou یواس‌بی سی, جک هندزفری | 4G+, Wi-Fi a/b/g/n/ac, بلوتوث ۴٫۲ (A2DP), NFC, IR blaster GPS, GLONASS, BeiDou یواس‌بی سی, جک هندزفری |
| باتری            | ۴۰۷۰ میلی آمپر لیتیوم یونی (غیرقابل تعویض) شارژ سریع ۳.۰                                             | ۴۰۷۰ میلی آمپر لیتیوم یونی (غیرقابل تعویض) شارژ سریع ۳.۰                                             | ۴۰۷۰ میلی آمپر لیتیوم یونی (غیرقابل تعویض) شارژ سریع ۳.۰                                             |
| حسگر اثرانگشت    | جلو                                                                                                  | جلو                                                                                                  | جلو                                                                                                  |
| ابعاد            | ۱۵۶.۲ در ۷۷.۳ در ۷.۶میلی متر                                                                         | ۱۵۶.۲ در ۷۷.۳ در ۷.۶میلی متر                                                                         | ۱۵۶.۲ در ۷۷.۳ در ۷.۶میلی متر                                                                         |
| وزن              | ۱۶۶گرم                                                                                               | ۱۶۶گرم                                                                                               | ۱۶۶گرم                                                                                               |
| رنگ ها           | مشکی٫ طلایی٫ نقره ای                                                                                 | مشکی٫ طلایی٫ نقره ای                                                                                 | مشکی٫ طلایی٫ نقره ای                                                                                 |